# Eyzahut
Eyzahut település Franciaországban, Drôme megyében. Lakosainak száma 153 fő (2022. január 1.). Eyzahut Le Poët-Laval, Pont-de-Barret, Rochebaudin, Salettes és Souspierre községekkel határos.

## Népesség
A település népességének változása:
| Lakosok száma | 52   | 78   | 86   | 127  | 132  | 138  | 147  | 150  | 151  | 153  |
|               | 1968 | 1982 | 1990 | 2006 | 2013 | 2015 | 2017 | 2019 | 2020 | 2022 |